# Agfeo
Die Agfeo, Eigenschreibweise AGFEO, ist ein Unternehmen der Telekommunikationsbranche, welches im Jahre 1947 von Hermann Boelke in Bielefeld als „Apparatebau Gesellschaft für Fernmeldetechnik/Feinmechanik, Elektrotechnik und Optik“ gegründet wurde.

## Geschichte

### Anfänge

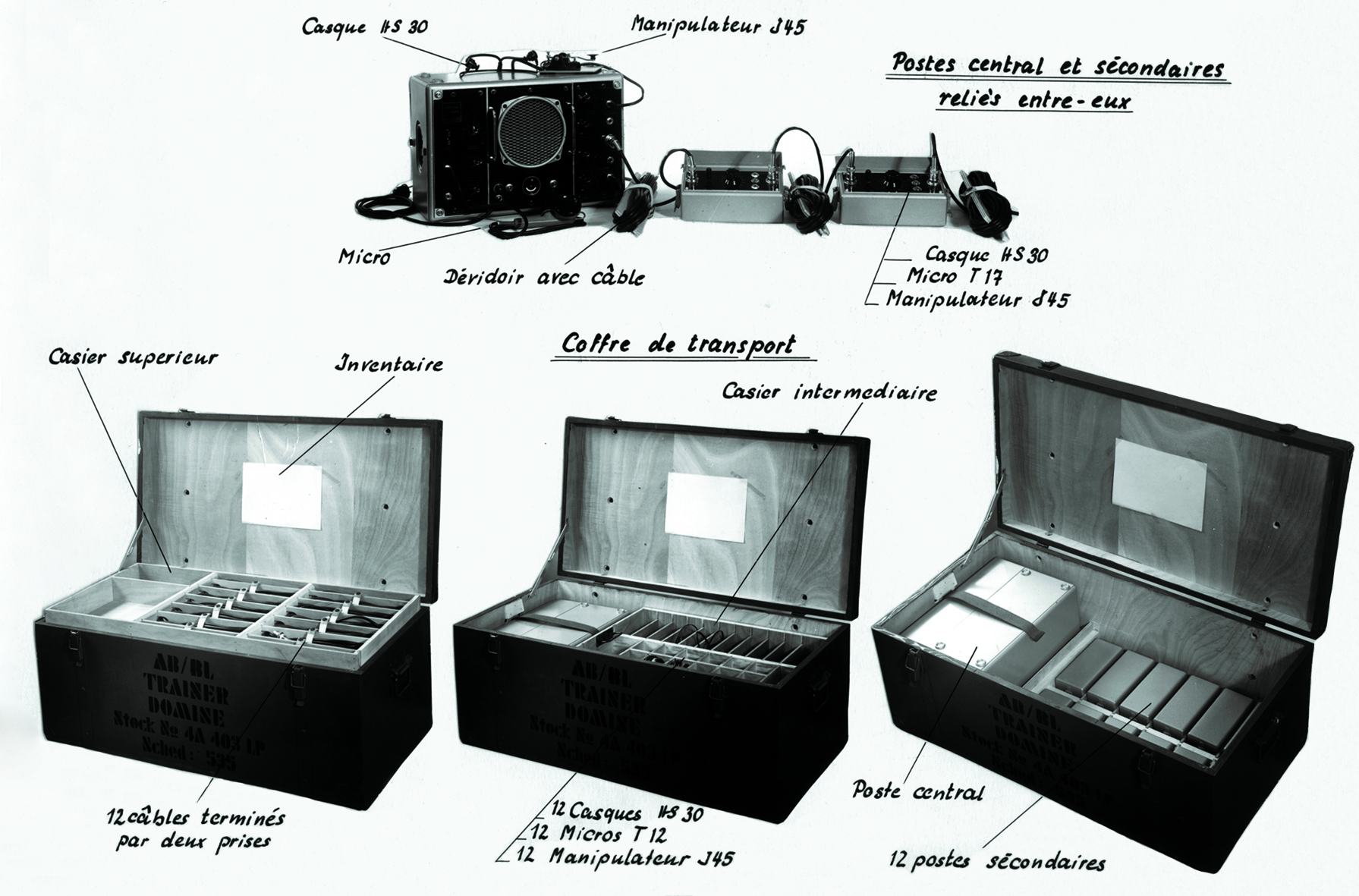
Morseübungsgeräte für die britische und belgische Armee –Produktion ab 1947.

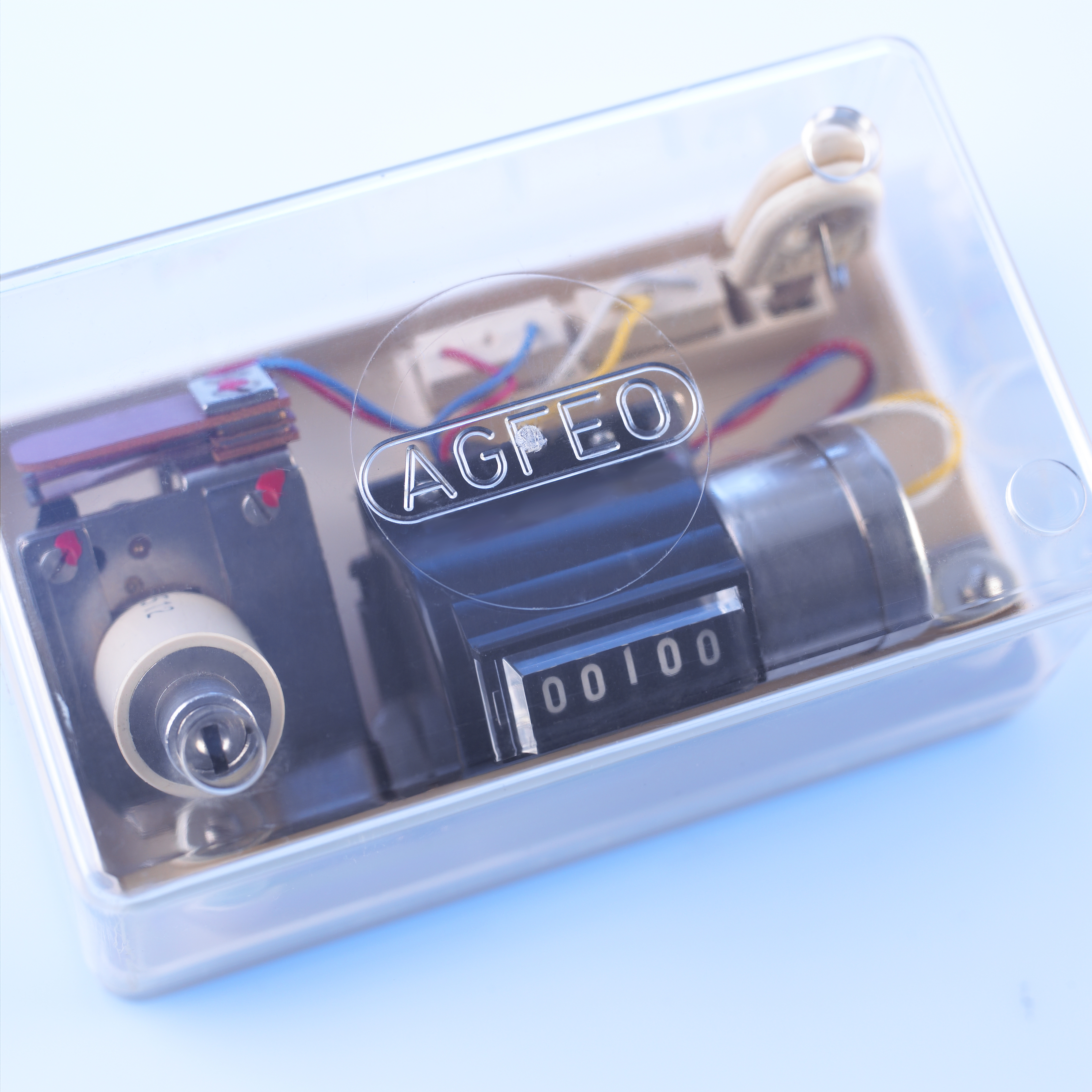
Gebührenanzeiger GAZ 65.

Mit Gründung des Unternehmens nach dem Zweiten Weltkrieg im Jahr 1947 gelang es Hermann Boelke, dabei seine guten Beziehungen zur damaligen britischen Besatzungsmacht nutzend, erste Aufträge für sein Unternehmen zu akquirieren. Hierunter fiel zum einen die Produktion von Morseübungsgeräte für die britische und belgische Armee, zum anderen optische Gerätschaft wie Schutzschirme, Pilotenhelme sowie Schweißbrillen aus Plexiglas. Einhergehend mit dem Wiedererstarken der Wirtschaft in der ebenso kurz zuvor gegründeten Bundesrepublik Deutschland, dem Wirtschaftswunder, erhöhte sich der Platzbedarf in der Fertigung derart, dass einen Umzug in ein größeres Firmengebäude nach Brackwede, einem Vorort von Bielefeld, unabdingbar wurde.
Mit dem Bezug der neuen Wirkungsstätte im Jahr 1950 begann die Agfeo als erstes Unternehmen in Deutschland wieder mit der Herstellung eines Zählwerkes zur Gebührenregistrierung in Telefonvermittlungsstellen. Der Amtsgebührenzähler Z 27, ursprünglich aus 1927 stammend und in den kommenden Jahren technisch verbessert zum Z 57, entwickelte sich zu einem wesentlichen Umsatzfaktor, begründet in dem Umstand einer der Hauptlieferanten für den damaligen Monopolisten im Bereich der telefonischen Kommunikation, der Deutschen Bundespost, zu sein.
Mit dem Anfang der 1960er Jahre folgte der elektromechanische Gebührenanzeiger GAZ 65, eine Gebührenmesseinheit die ohne separate Stromversorgung auskommend unter anderem in die Fernsprechtischapparate der Serie 61 der Deutschen Bundespost in integrierter Weise seine Verwendung fand, nachdem es der Entwicklungsabteilung des Unternehmens gelungen war die bestehenden technischen Problemstellungen einer Lösung zuzuführen sowie hinsichtlich der Produzierbarkeit des Gebührenzählers real umsetzbare Fortschritte zu erzielen. Letztendlich konnten mehrere Millionen Einheiten ausgeliefert werden, da kein weiteres Unternehmen außer der Agfeo selbst die Herstellung andersartiger Gebührenanzeiger übernahm, obschon des bestehenden hohen Bedarfs der Hersteller von FetApp 6 Telefonapparaten. Infolgedessen stieg die Anzahl der Mitarbeiterinnen und Mitarbeiter in den kommenden Jahren auf über fünfhundert Beschäftigte an, einhergehend mit einer Konzentration auf den Markt für Amtsgebührenzähler und weiteren bauähnlichen Gebührenzählern für die zur jeweiligen Zeit verwendeten Apparate.
Hiermit im Zusammenhang stehend erfolgte zum einen die Weiterentwicklung des GAZ 65 hin zum GAZ 77, der wiederum in den FetApp Apparaten der 7er Serie der Deutschen Bundespost seine Verwendung fand. Zum anderen durchlief der Amtsgebührenzähler Z 57 über den Z 68 zum Z 71 eine kontinuierliche Anpassung an die wachsenden technischen Ansprüche, infolgedessen das Gebührenzählwerk von vier Zählstellen auf sechs erweitert wurde. Ebenso begann das Unternehmen mit der Herstellung eines Vorsatzgebührenanzeigers unter der Bezeichnung VGbAnz 68 sowie der Fertigung des Gesprächszeitmesser GZM 50 einhergehend mit der Produktionsaufnahme des Zeitstemplers R 56.

### Technologiewandel

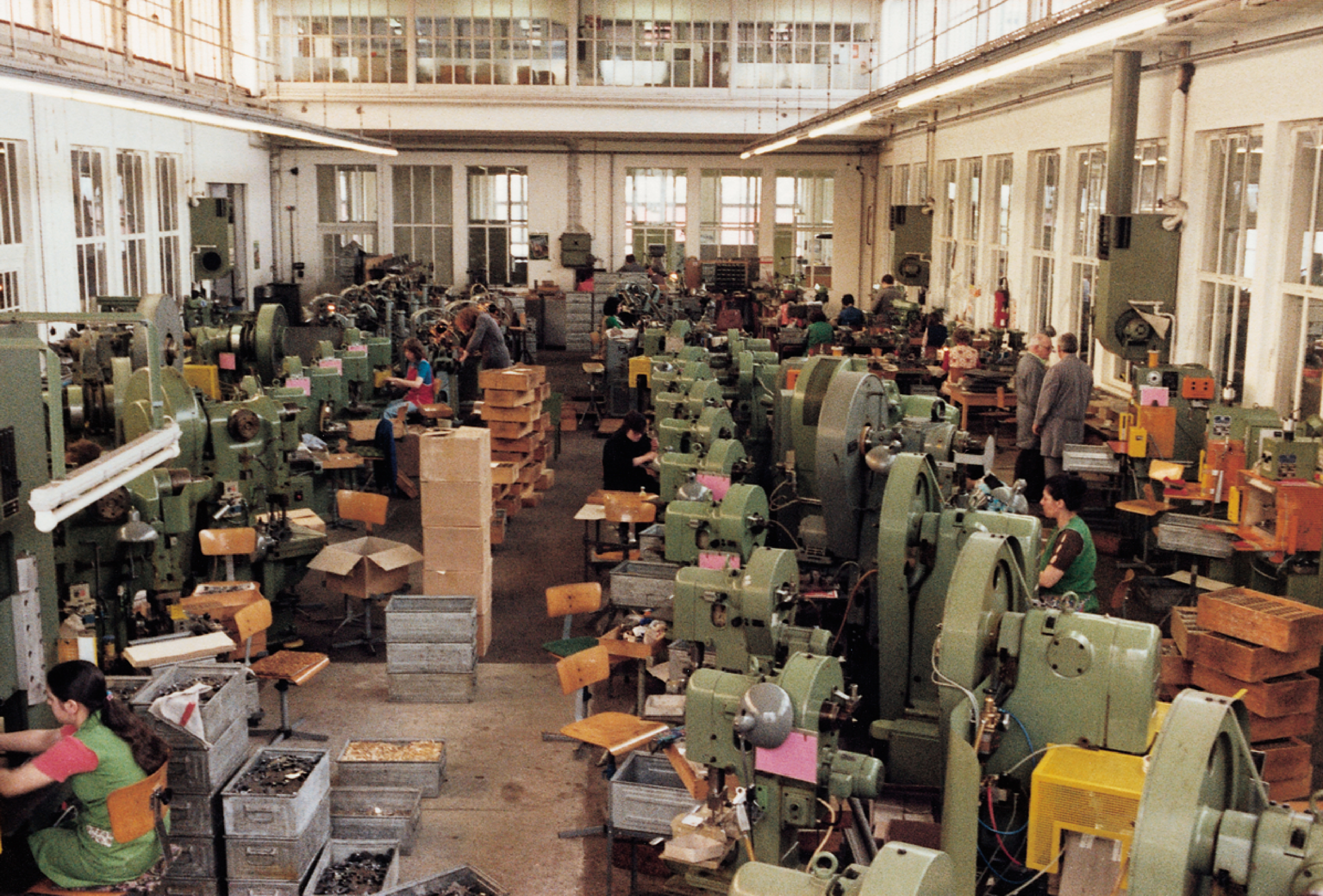
Produktion um 1970.

Mit dem Einzug der Elektronik ab den 1970er Jahren leitete sich in zunehmendem Maße die Ersetzung der elektromechanischen Baugruppen durch elektronische Bauteile ein. In Konsequenz sah sich Manfred Boelke, Sohn des Firmengründers und nunmehr in der Verantwortung stehend, mit einem technologischen Wandel konfrontiert, der sich umfassend auf das Unternehmen auswirkten sollte. Neben immer komplexer werdenden Telefonapparaten, die es galt herzustellen, betrat das Unternehmen erstmals im Jahre 1978 das Feld des Telefonanlagenbaus in Kooperation mit dem in Berlin ansässigen Telefonanlagenhersteller Bosse, der sechs Jahre später 1984 finanztechnisch integriert werden konnte.
Ende der 80er Jahre entwickelte AGFEO eine analoge Telekommunikationsanlage mit Systemtelefonen, die 1990 von der Telekom unter der Bezeichnung focus L vertrieben wurde. 1993 führten die europäischen Staaten den gemeinsamen Euro-ISDN-Standard ein. AGFEO entwickelte daraufhin im Auftrag der Deutschen Telekom ISDN-Telekommunikationsanlagen (TK-Anlagen) und wurde zum Marktführer im Bereich Telekommunikationsprodukte für kleinere und mittlere Unternehmen.
1994 trat AGFEO erstmals eigenständig bei der CEBIT auf und präsentierte dort eine unter eigener Marke entwickelte Telefonanlage und löste sich damit von der Abhängigkeit zur Telekom. Im selben Jahr wurde das Tochterunternehmen Bosse Telekomsysteme GmbH, das die Produkte bisher vertrieben hatte, übernommen.
Agfeo blieb jedoch weiterhin Zulieferer der Telekom. So wurde beispielsweise die ISDN-Telefonanlage Agfeo AS19 weitgehend identisch als Eumex 208 von der Telekom vertrieben. Mit der Eumex 208 als Telefonanlage für kleinere und mittlere Installationen, Anlagen für Großinstallationen von Drittherstellern sowie verschiedenen Endgeräten startete im Mai 1994 in Deutschland der ISDN-Betrieb nach dem DSS1-Protokoll (sogenanntes Euro-ISDN), das das bisher verwendete nationale Protokoll 1 TR 6 ablöste und eine weite Verbreitung der ISDN-Technik einläutete.
1997 trat der Sohn des Geschäftsleiters, Michael Boelke, in dritter Generation in das Unternehmen ein. In den folgenden Jahren wurden weitere Systemtelefone und erste Produkte im Bereich der Sicherheitstechnik entwickelt.

### Neuzeit
2017 führte AGFEO die IP-Centrex-Lösung „AgfeoTel“, eine Cloud-TK-Anlage, sowie einen eigenen SIP-Trunk, ein. Diese wurde gemeinsam mit einem Technologiepartner entwickelt.
2019 investierte das Unternehmen in eine neue Fertigungs- und Bestückungsanlage (Surface-Mounted-Technology) und erhöhte damit die Anzahl der Bestückungsvorgänge pro Stunde von 20.000 auf 60.000. Im selben Jahr kooperierte AGFEO mit Axis Communications und entwickelte ein neues Smart Building Produkt, bei dem u. a. ein von Netzwerkkameras generiertes Videobild in DECT-Schnurlostelefone integriert werden kann.

## Unternehmen

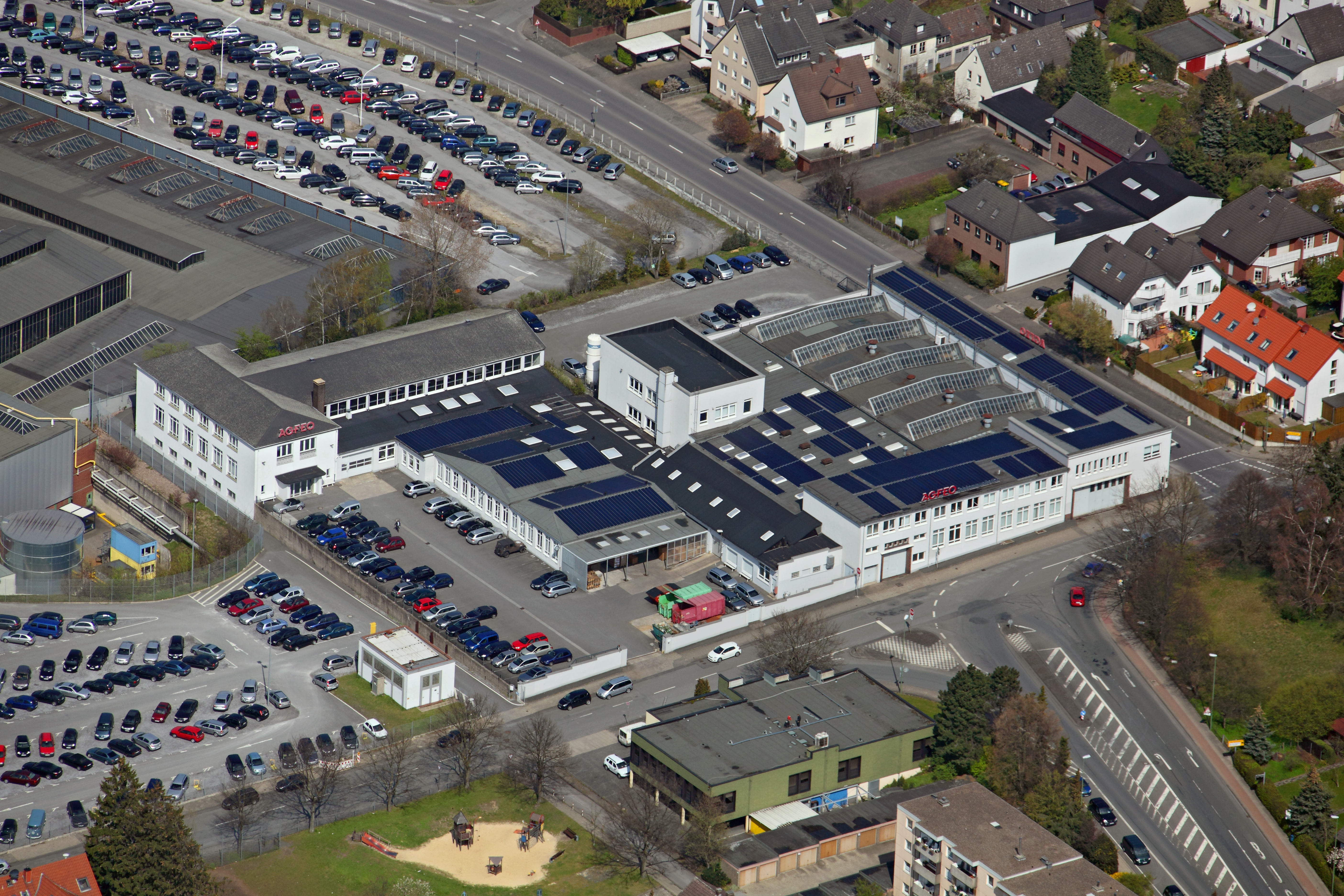
Luftbild des Firmengeländes in Brackwede Bielefeld

Die Agfeo ist ein inhabergeführtes Unternehmen, welches von Michael Boelke und seit 1985 von Michael Born geführt wird.
Im Jahr 2019 beschäftigte die Agfeo 135 Mitarbeiter und betätigte sich überwiegend in den Bereichen Entwicklung und Herstellung von Telefonanlagen sowie Systemtelefonen.